# Сазонов, Алексей Андреевич
Алексе́й Андре́евич Сазо́нов (род. 3 августа 1953) — российский дипломат.

## Биография
Окончил Московский государственный университет им. М. В. Ломоносова (1979). Кандидат экономических наук (1984). На дипломатической работе с 1989 года.
- В 1985—1989 годах — референт Отдела ЦК КПСС.
- В 1989—1992 годах — консул Генконсульства СССР в Сьенфуэгосе (Куба).
- В 1993—1997 годах — советник Посольства России в Казахстане.
- В 1997—2000 годах — начальник отдела Первого департамента стран СНГ МИД России.
- В 2000—2004 годах — советник-посланник Посольства России на Украине.
- В 2004—2012 годах — заместитель директора Департамента информации и печати МИД России.
- С 15 февраля 2012 по 26 июля 2017 года — чрезвычайный и полномочный посол России в Боливии[2][3].
- С 21 января 2018 года — директор Департамента гуманитарного сотрудничества, общеполитических и социальных проблем Исполнительного комитета СНГ.

## Дипломатический ранг
Чрезвычайный и полномочный посланник 1 класса (1 мая 2012).

## Семья
Женат, имеет взрослых сына и дочь.

## Награды
- Большой крест ордена Андского орла (Боливия, 2017)[5]